# Pozwolenie na broń
Pozwolenie na broń – dokument urzędowy, wymagany w większości krajów świata od posiadaczy broni, jako element prawa regulującego dostęp do broni. Wydawany jest na wniosek zainteresowanego, po sprawdzeniu ustawowo przewidzianych przesłanek, przez lokalne władze (np. komendę policji).

## Wydawanie pozwoleń na broń w Polsce

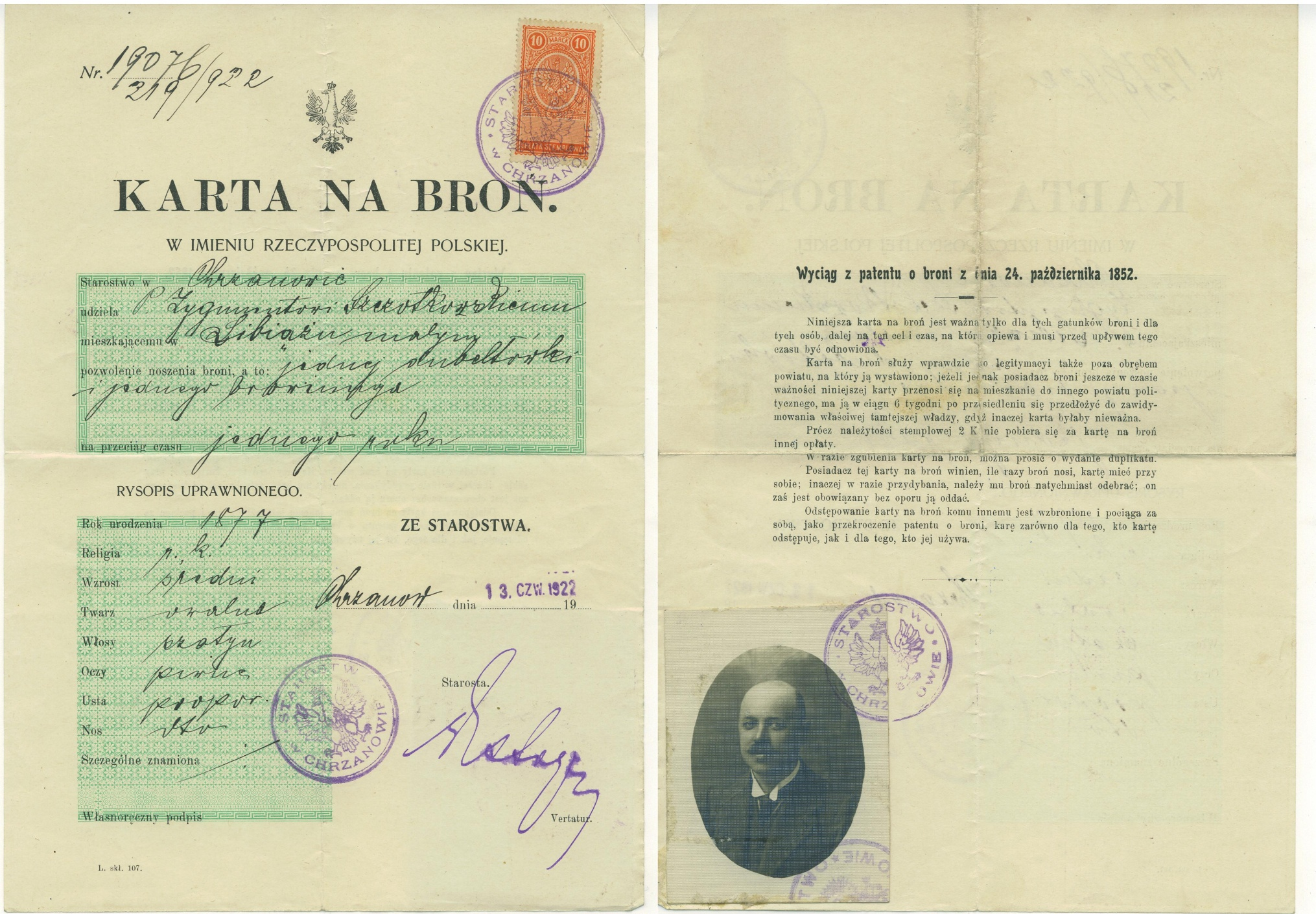
polskie pozwolenie na broń z roku 1922

Od czasu odzyskania przez Polskę niepodległości w roku 1918 od osób posiadających broń wymagane jest stosowne urzędowe pozwolenie.
Obecnie przepisy dotyczące nabywania, posiadania, przechowywania, zbywania i deponowania broni i amunicji, a także przywozu ich z zagranicy, przewozu przez terytorium kraju i wywozu za granicę określa ustawa o broni i amunicji z 21 maja 1999 z późniejszymi zmianami. Ustawa ta określa także zasady posiadania broni i amunicji przez cudzoziemców oraz wydawania pozwoleń na broń, cofania ich, a także zasady funkcjonowania strzelnic.
Art. 4 tej ustawy definiuje:
1. broń palną, w tym bojową, myśliwską, sportową, gazową, alarmową i sygnałową
2. broń pneumatyczną (w której energia kinetyczna pocisku przekracza 17 J)
3. miotacze gazu obezwładniającego
4. niebezpieczne narzędzia i urządzenia, mogące zagrażać życiu lub zdrowiu
  1. broń białą
    1. ostrza ukryte w przedmiotach niemających wyglądu broni
    2. kastety i nunczaki
    3. pałki posiadające zakończenie z ciężkiego i twardego materiału lub zawierających wkładki z takiego materiału
    4. pałki wykonane z drewna lub innego ciężkiego i twardego materiału imitujące kij baseballowy

  2. broń cięciwową (kusze)
  3. przedmioty przeznaczone do obezwładniania przy użyciu elektryczności (tzw. paralizatory).

Pozwolenia na broń palną wydaje w Polsce komendant wojewódzki Policji; pozwolenia na miotacze gazu obezwładniającego oraz wymienione w Ustawie niebezpieczne narzędzia i urządzenia – komendant powiatowy. Do legalnego posiadania broni pneumatycznej niezbędna jest karta rejestracyjna wydawana przez komendanta powiatowego Policji.
Pozwolenia nie wymaga się m.in. od:
- posiadaczy broni palnej rozdzielnego ładowania wytworzonej przed 1885 oraz replik takiej broni
- gromadzących na podstawie przepisów odrębnych zbiory muzealne broni
- przedsiębiorców dokonujących obrotu bronią i amunicją na podstawie koncesji
- rusznikarzy działających na podstawie odrębnych przepisów
- posiadaczy ręcznych miotaczy gazu obezwładniającego
- posiadaczy broni palnej pozbawionej cech użytkowych (np. z przewierconą komorą nabojową)
- posiadaczy broni alarmowej o kalibrze do 6 mm

We wniosku o wydanie zezwolenia na broń należy określić cel, do jakiego miałaby być ona przeznaczona, np:
- do ochrony osobistej (trzeba przy tym wykazać, że wnioskodawca podlega zagrożeniu „realnemu, trwałemu i ponadprzeciętnemu”)
- do ochrony osób i mienia
- do celów łowieckich
- do uprawiania sportów strzeleckich
- do rekonstrukcji historycznej (broń przystosowana tylko do strzelania amunicją ślepą)
- do celów kolekcjonerskich
- do celów pamiątkowych
- do celów szkoleniowych.

Przy rozważaniu wniosków o wydanie pozwolenia na broń właściwy organ Policji bierze pod uwagę jego zasadność, odrzucając w szczególności wnioski złożone przez:
- osoby stanowiące zagrożenie dla samego siebie, porządku lub bezpieczeństwa publicznego
- osoby poniżej 21. roku życia (osoby młodsze, ale mające ukończone lat 18 mogą uzyskać pozwolenie na broń do celów łowieckich lub sportowych na wniosek szkoły, organizacji sportowej, Polskiego Związku Łowieckiego albo stowarzyszenia obronnego)
- osoby z zaburzeniami psychicznymi wymienionymi w ustawie z 19 sierpnia 1994 o ochronie zdrowia psychicznego
- osoby o znacznie ograniczonej sprawności psychofizycznej oraz wykazujące istotne zaburzenia funkcjonowania psychologicznego
- osoby uzależnione od alkoholu lub substancji psychoaktywnych
- osoby nieposiadające miejsca stałego pobytu na terytorium Rzeczypospolitej Polskiej
- osoby skazane prawomocnym orzeczeniem sądu za umyślne przestępstwo lub umyślne przestępstwo skarbowe
- osoby skazane prawomocnym orzeczeniem sądu za nieumyślne przestępstwo przeciwko życiu i zdrowiu bądź przeciwko bezpieczeństwu w komunikacji popełnione w stanie nietrzeźwości lub pod wpływem środka odurzającego albo gdy sprawca zbiegł z miejsca zdarzenia.

W roku 2014 w Polsce pozwolenie na broń posiadało 197 595 osób, w 2015 – 192 819, w 2016 – 197 929, w 2017 – 206 124, w 2018 – 215 603, w 2019 - 224 651, w 2020 - 234 916.